# 氮氧加速系统

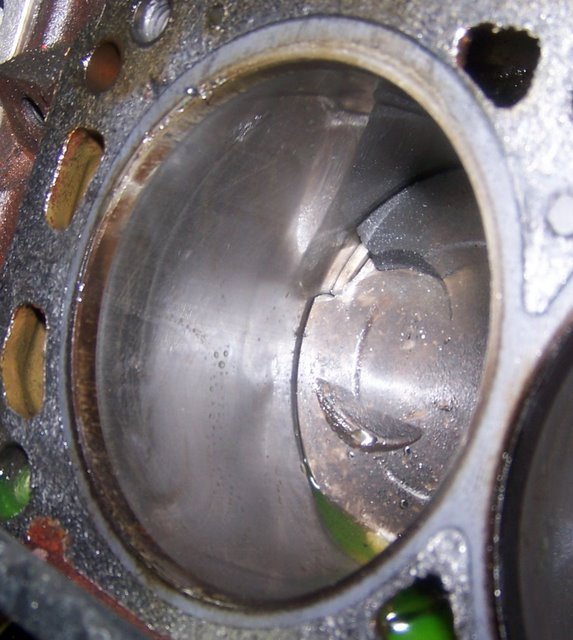
氮氧加速系统装置

氮氧加速系统（英語：Nitrous Oxide System，簡稱NOS）是一种由美国Holley公司开发的，最初用于直线竞速赛（Drag racing）的汽车发动机辅助装置。

## 工作过程
该系统利用一氧化二氮在高温下会分解成氧气和氮气的原理，向发动机内喷射该气体，分解出的氧气增加了氧气浓度，可以使更多的燃料被注入气缸参与燃烧（因为发动机控制的空燃比是固定的），这就相当于增加了发动机的容积，从而增大了发动机輸出功率。大体上可将该系统分为干式与湿式两种：干式仅喷射一氧化二氮气体，湿式还会喷射燃料等液体，根据喷射点的数量又可分为单点喷射和多点喷射等类型。此系统一般用在需要获得短时间加速的改装车上，使用时一般将一氧化二氮压缩气体储藏在钢瓶内。虽然一氧化二氮在气化和分解过程中都会吸热，有助于气缸降温，但由于燃料浓度和气缸温度都会增加，发动机将会产生爆震，而ECU会自动控制点火时机以避免爆震，所以增加的功率与增加的燃料消耗并不成正比。每种车型的ECU处理爆震的情况都可能有所不同，这会直接影响改装潜力的发挥。

## 流行文化
電影《玩命關頭》和《終極殺陣》系列、《烈火戰車2極速傳說》，遊戲《極速快感系列》、《俠盜獵車手》、《跑跑卡丁車》、《極速領域》、《跑車浪漫旅》、《狂野飆車》、《首都高賽車》等中也都出現了這套系統。